# Christer Boustedt
Christer Boustedt, född 21 mars 1939 i Bromma, död 4 september 1986 i Alfta, Ovanåkers kommun, var en svensk jazzmusiker (altsaxofon) och skådespelare.
Christer Boustedt spelade i Gugge Hedrenius orkester. 
Efter hans död startades musikfestivalen Jazz i Svaben till hans minne. Festivalen anordnades  i Svabensverk i sydvästra Hälsingland där han var bosatt i många år. Festivalen genomfördes första gången 1988 och anordnades därefter i 20 år. Den hölls för sista gången år 2007 varefter den pensionerades för att undvika "den dag när någon yngre ur publiken frågar vem Christer Boustedt var".

## Filmmusik
- 1970 – Lyckliga skitar
- 1976 – Sven Klangs kvintett
- 1978 – Lyftet
- 1979 – Upprättelsen
- 1980 – Den enes död...
- 1981 – Sista budet
- 1985 – Petronella – 3 år

## Filmografi
- 1969 – Made in Sweden
- 1970 – Lyckliga skitar
- 1971 – Sprejp (TV-serie)
- 1976 – Sven Klangs kvintett
- 1978 – Tältet
- 1980 – Den enes död...
- 1981 – Göta kanal
- 1983 – Lykkeland (TV-film)
- 1984 – Skatten på Bråtehus (TV-serie)
- 1984 – Annika – en kärlekshistoria (TV-serie)
- 1985 – Skrot-Nisse och hans vänner (berättarröst)
- 1987 – Peta näsan (TV-serie)
- 2005 – Jag tänker på mig själv – och vänstern

## Teater

### Roller (ej komplett)
| År   | Roll        | Produktion            | Regi         | Teater                 |
| ---- | ----------- | --------------------- | ------------ | ---------------------- |
| 1967 | Medverkande | Viet Rock Megan Terry | Sten Lonnert | Stockholms stadsteater |

## Priser och utmärkelser
- 1983 – Gyllene skivan för plays Thelonious Monk

### Fotnoter
1. ↑  ”Christer Boustedt”. Svensk Filmdatabas. http://sfi.se/sv/svensk-filmdatabas/Item/?type=PERSON&itemid=69013&ref=%2ftemplates%2fSwedishFilmSearchResult.aspx%3fid%3d1225%26epslanguage%3dsv%26searchword%3dChrister+Boustedt%26type%3dPerson%26match%3dBegin%26page%3d1%26prom%3dFalse. Läst 21 oktober 2012.
2. ↑  ”Svabensverk – Sista jazztonen i Svaben”. Sveriges television. 27 augusti 2007. Arkiverad från originalet den 11 december 2014. https://web.archive.org/web/20141211013622/http://www.svt.se/nyheter/regionalt/gavledala/svabensverk-sista-jazztonen-i-svaben. Läst 11 december 2014.